# Anam (métro de Séoul)
Pour les articles homonymes, voir Anam.
Anam (en coréen : 안암역) est une station de la ligne 6 du métro de Séoul. Elle est située dans l'arrondissement de Seongbuk-gu, à Séoul en Corée du Sud.

## Services aux voyageurs

### Desserte

Installations
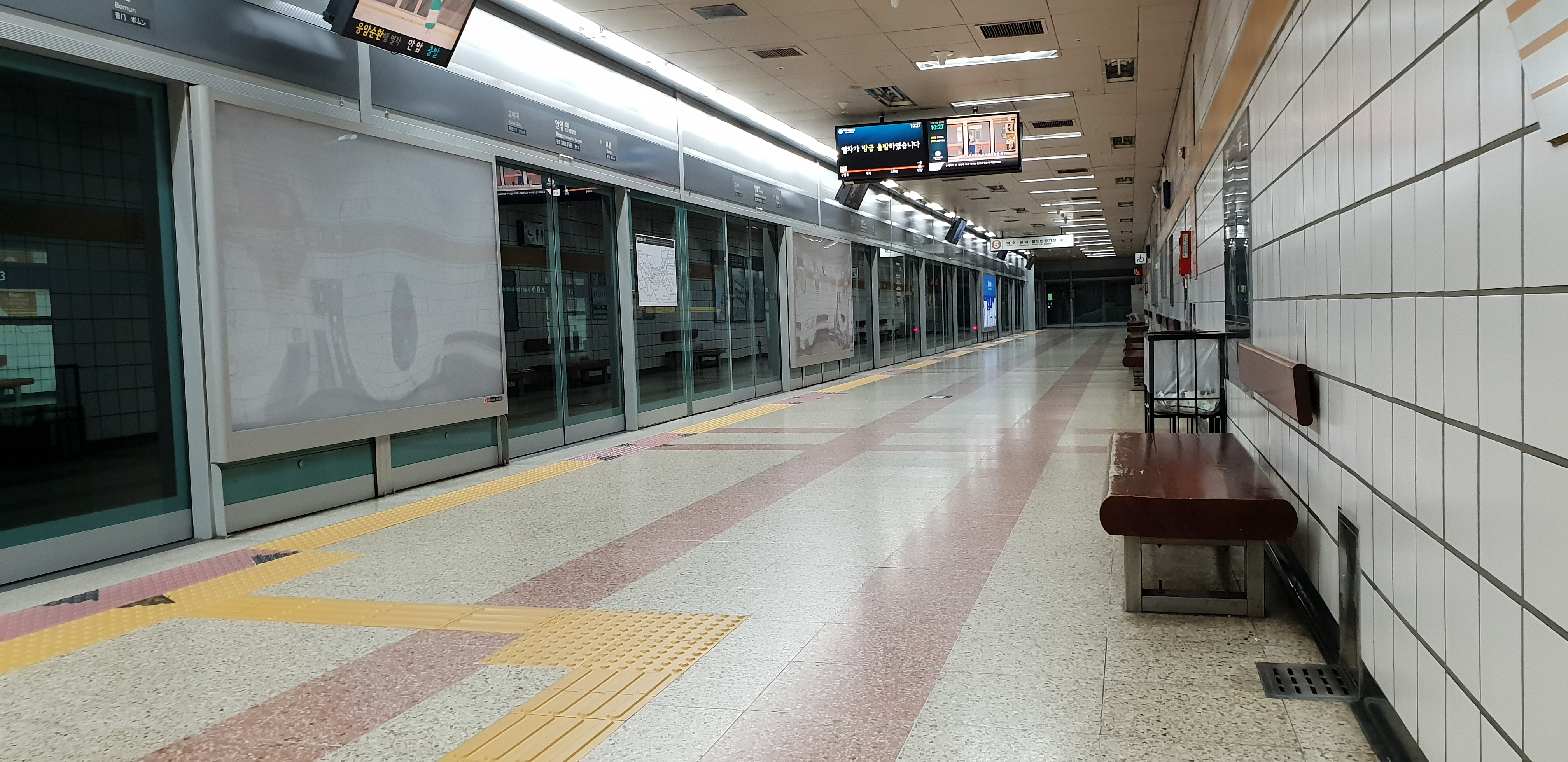
En 2018.
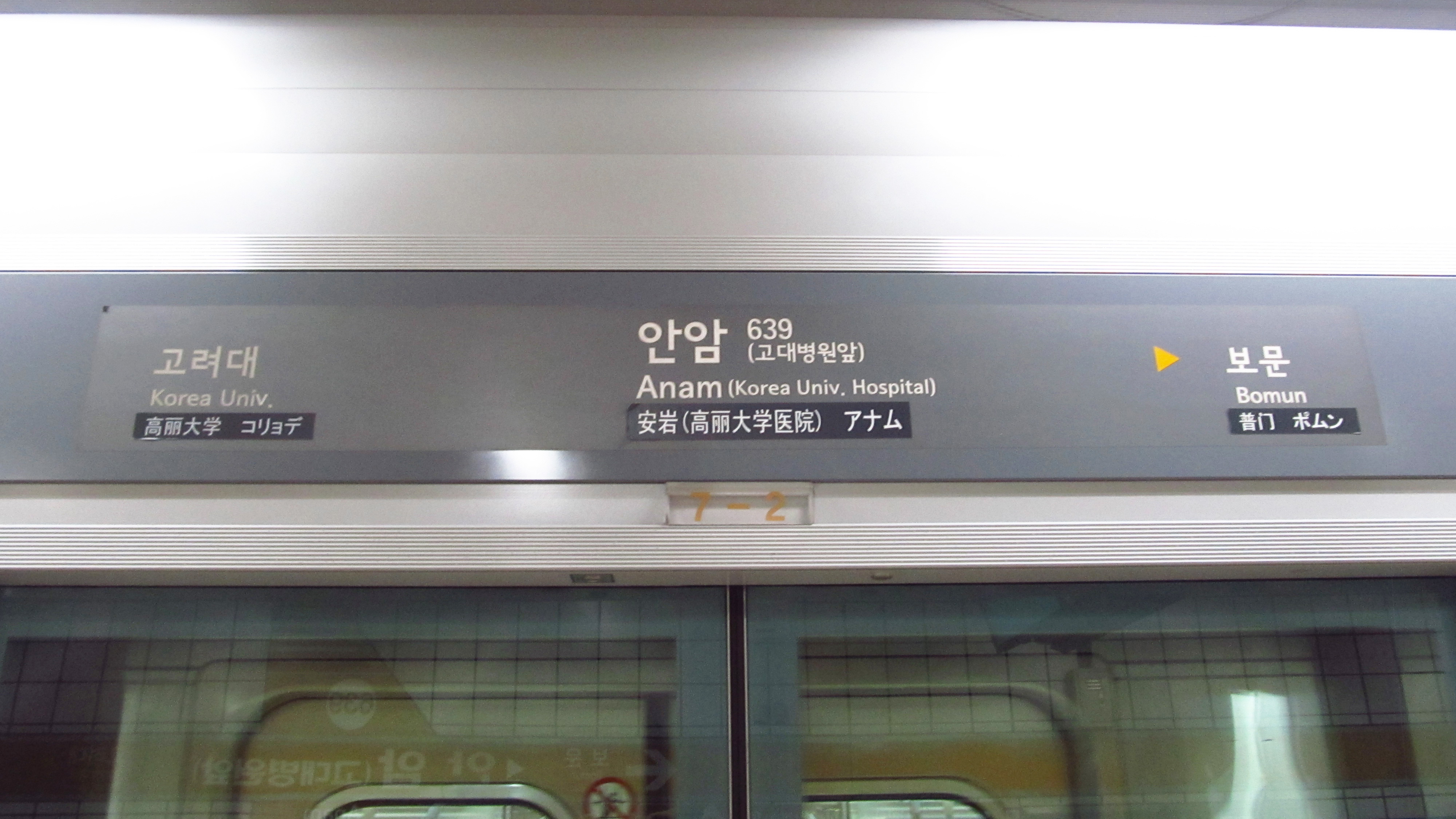
En 2018
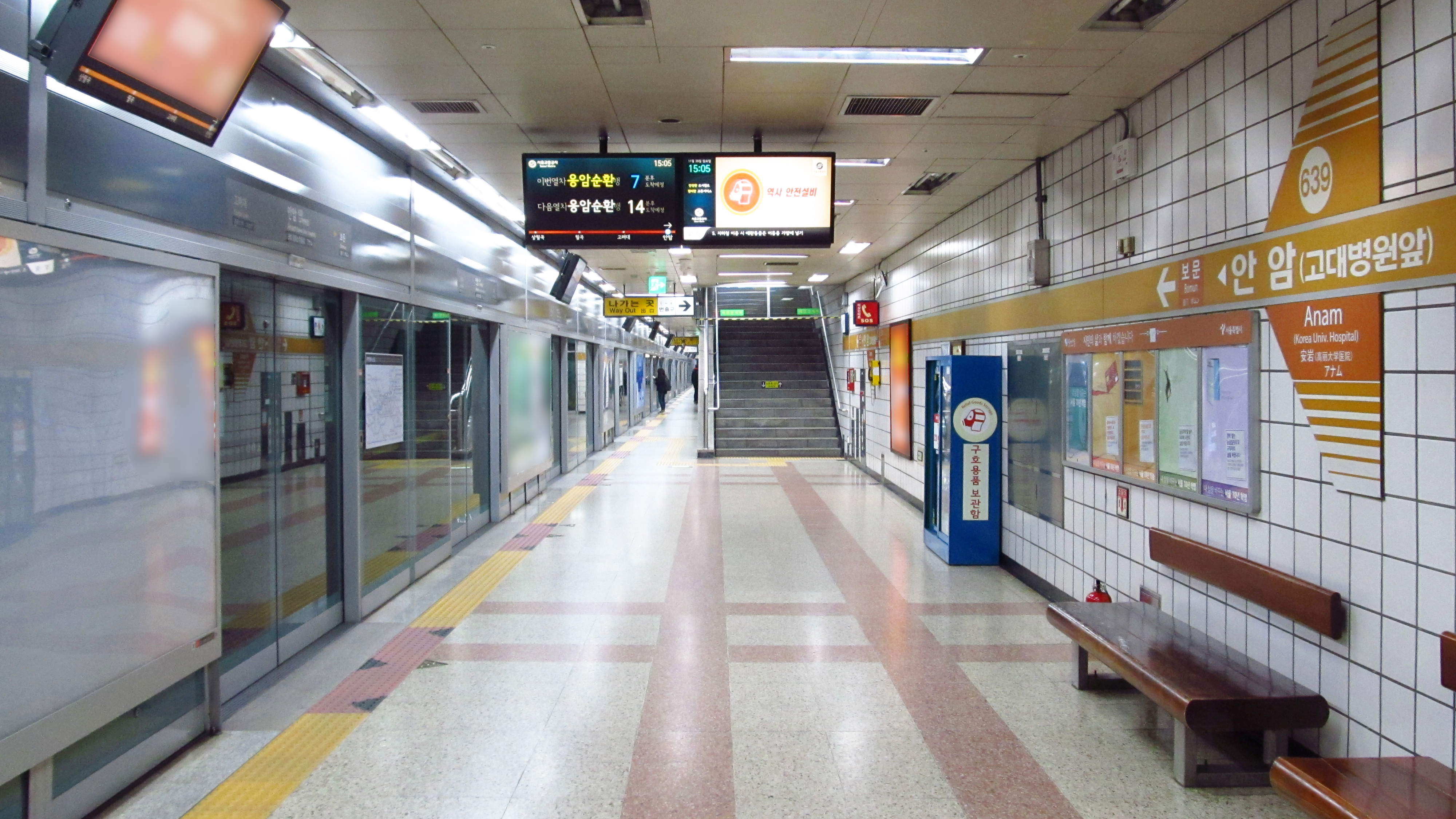
En 2018.